# Baiqiao, Anhui
Baiqiao (kinesiska: 白桥) är en köping i östra Kina. Den ligger i He härad i staden Ma'anshan i provinsen Anhui, omkring 100 kilometer öster om provinshuvudstaden Hefei. Antalet invånare är 36 750. Befolkningen består av 17 233 kvinnor och 19 517 män. Barn under 15 år utgör 16,0 %, vuxna 15-64 år 67 %, och äldre över 65 år 15,0 %.